# Verwaltungsgliederung Chiles
Die Verwaltungsgliederung Chiles ist unterhalb der Zentralebene dreistufig und findet ihre Grundlage in Kapitel XIV der Verfassung von 1980.

## Regionen
Die oberste Stufe bilden die 16 Regionen. Die ursprüngliche Gliederung aufgrund des Gesetzesdekrets (Decreto Ley) Nr. 575 vom 10. Juli 1974 sah 13 Regionen vor, nämlich die Metropolregion Santiago (Region Metropolitana de Santiago) sowie von Norden nach Süden mit römischen Zahlen von I bis XII durchnummerierte Regionen. Die Zahl XIII ist nicht vergeben, jedoch wird z. B. vom Statistischen Institut die Metropolregion Santiago in Klassifikationen mit der Nummer 13 geführt. Im Oktober 2007 wurden die Region XIV aus der Region X und die Region XV aus der Region I herausgelöst und verselbständigt. Am 6. September 2018 kam die aus der Nordprovinz der Region VIII (Bío-Bío) gebildete Region XVI (Ñuble) hinzu.

### Aufgaben und Einrichtungen
Den Regionen steht jeweils ein Regionalgouverneur vor, welcher direkt von der Bevölkerung gewählt wird. Er ist der Leiter der Exekutive und als solcher die Region vertritt. Daneben steht er der Regionalregierung vor und ist Präsident des Regionalrates.
Für die Regionalverwaltung besteht eine Regionalregierung (Gobierno regional) zur sozialen, kulturellen und wirtschaftlichen Entwicklung der Region, welche aus dem Regionalgouverneur und dem Regionalrat gebildet wird. Die Regionalregierung ist eine öffentlich-rechtliche Körperschaft mit eigenem Vermögen.
Der Regionalrat (Consejo regional) ist das allgemeine Beschlussorgan der Region und soll die Bürgerbeteiligung gewährleisten. Er wird auf vier Jahre in unmittelbarer Wahl gewählt. Die Wiederwahl seiner Mitglieder ist zulässig. Die in der jeweiligen Region gewählten Abgeordneten und Senatoren haben bei den Sitzungen des Regionalrates Anwesenheits- und Rederecht, jedoch kein Stimmrecht.

### Geografische Anordnung
Bis auf die Metropolregion Santiago grenzen alle Regionen sowohl an den Pazifik als auch an mindestens einen der beiden östlichen Nachbarstaaten Bolivien und Argentinien, sodass sich eine Einteilung des lang gestreckten Landes durch im Wesentlichen horizontal verlaufende Grenzen ergibt. Die Metropolregion Santiago liegt zwischen den Regionen V und VI. Durch die Neubildungen der Regionen XIV, XV (2007) und XVI (2018) ist die Reihenfolge nicht mehr von Norden nach Süden fortlaufend.

### Historische Entwicklung der Regionen
Grundlage der aktuellen Einteilung ist zunächst das Gesetzesdekret (Decreto Ley) Nr. 575 vom 10. Juli 1974. Durch dessen Artikel 1 erfolgte die Bildung der folgenden Regionen auf der Basis der bisherigen Einteilung:
| Nummer             | Hauptstadt   | bisherige Provinzen                                             |
| ------------------ | ------------ | --------------------------------------------------------------- |
| I                  | Iquique      | Tarapacá                                                        |
| II                 | Antofagasta  | Antofagasta                                                     |
| III                | Copiapó      | Atacama                                                         |
| IV                 | La Serena    | Coquimbo                                                        |
| V                  | Valparaíso   | Aconcagua, Valparaiso; Departement San Antonio (Prov. Santiago) |
| VI                 | Rancagua     | O’Higgins, Colchagua                                            |
| VII                | Talca        | Coricó, Talca, Maule, Linares                                   |
| VIII               | Concepción   | Ñuble, Concepción, Arauco, Bío-Bío                              |
| IX                 | Temuco       | Malleco, Cautín                                                 |
| X                  | Puerto Montt | Valdivia, Osorno, Llanquihue, Chiloé                            |
| XI                 | Coyhaique    | Aisén                                                           |
| XII                | Punta Arenas | Magallanes, Chilenisches Antarktisterritorium                   |
| Área Metropolitana |              | Santiago ohne Departement San Antonio                           |

Durch das Gesetzesdekret (Decreto Ley) Nr. 1230 vom 27. Oktober 1975 erfolgten einige Grenzberichtigungen, die die Regionen I, II, VIII, IX, X und XI betrafen. Die Region XI erhielt den Namen Aisén del General Carlos Ibañez del Campo, die Region XII den Namen Magallanes y Antártica Chilena.
Das Gesetzesdekret Nr. 2339 vom 2. Oktober 1978 benannte die Regionen wie folgt:
- I. Región de Tarapacá
- II. Región de Antofagasta
- III. Región de Atacama
- IV. Región de Coquimbo
- V. Región de Valparaíso
- VI. Región del Libertador General Bernardo O’Higgins
- VII. Región del Maule
- VIII. Región del Bío-Bío
- IX. Región de la Araucanía
- X. Región de Los Lagos
- XI. Región Aysen del General Carlos Ibáñez del Campo
- XII. Región de Magallanes y de la Antártica Chilena
- RM. Región Metropolitana de Santiago

Weitere Grenzberichtigungen erfolgten durch das Gesetzesdekret Nr. 2867 vom 20. September 1979. Diese betrafen alle Regionen mit Ausnahme der Region VIII Bío-Bío.
Die Gesetze 20.174 und 20.175 vom 16. und 23. März 2007 schufen die neuen Regionen XIV Los Ríos und XV Arica y Parinacota.
Die Region XVI Ñuble wurde mit Wirkung zum 6. September 2018 aus der Region Bío-Bío herausgelöst.

## Provinzen
Die 16 Regionen Chiles sind in 56 Provinzen aufgeteilt, welche die 2. Stufe der Verwaltungseinheiten bilden. Sie sind den Regionen untergeordnet und den Gemeinden übergeordnet, besitzen wegen der zentralisierten staatlichen Verwaltung allerdings nur wenig Autonomie. Ihnen steht jeweils ein vom chilenischen Präsidenten ernannter und von diesem frei abberufbarer Gouverneur (Gobernador) vor, der den Weisungen des Intendanten der betreffenden Region untersteht.

### Geschichte der Provinzen
Die Entstehung der chilenischen Provinzen reicht bis ins 16. Jahrhundert, zur Zeit der spanischen Kolonialherrschaft zurück. Sie hießen zu der Zeit Corregimientos und wurden von einem Corregidor regiert, der das Recht der spanischen Monarchie in den Territorien umsetzte. Folgende 12 Corregimientos wurden im 16. Jahrhundert auf dem Gebiet des heutigen Chile geschaffen:

• Santiago, • La Serena, • Cuyo, • Chillán, • Concepción, • Cañete, • Angol, • Imperial, • Villarrica, • Valdivia, • Osorno, • Chiloé

Nach der Schlacht von Curalaba (1598) wurden zu Beginn des 17. Jahrhunderts die Städte Angol und Imperial (1600), Villarrica (1603), Valdivia und Osorno (1602) zerstört und die Corregimientos verschwanden. Valdivia wurde 1645 neu gegründet und direkt dem Vizekönigreich Peru unterstellt. Zu Beginn des 18. Jahrhunderts waren die nunmehr 18 Provinzen wie folgt aufgeteilt:

• Santiago; • Copiapó; • Coquimbo oder La Serena; • Quillota; • Aconcagua;

• Cuyo (1776 von Chile abgetrennt und zum Vizekönigreich Río de la Plata zugeordnet)

•  Melipilla; • Rancagua; • Colchagua; • Maule; • Cauquenes; • Itata; • Chillán;

• Concepción; • Puchacay; • Rere; • Chiloé (1765 von Chile abgetrennt)

• Valdivia (nach Neugründung 1645 direkt dem Vizekönigreich Peru unterstellt)

Während der Zeit des Unabhängigkeitskrieg und Entstehung der Republik wurden die ehemaligen Corregimientos abgeschafft und es gab nur noch 3 Provinzen:

• Coquimbo; • Santiago; • Concepción

Durch das Gesetz vom 30. August 1826 und die Verfassung von 1828 wurden acht neue Provinzen geschaffen:

• Coquimbo; • Aconcagua; • Santiago; • Colchagua

• Maule; • Concepción; • Valdivia; • Chiloé

Mit der von Diego Portales entworfenen Verfassung für eine zentralisierte Regierung von 1833 sollten die Provinzen die größten territorialen Einheiten sein, die von Intendanten regiert werden und in Departements unter der Leitung von Gouverneuren unterteilt waren. Diese wurden in Subdepartements (unter der Leitung von Delegierten) und diese wiederum in Bezirke (unter der Leitung von Inspektoren) unterteilt. Zu den ersten 8 Provinzen kamen nach und nach weitere hinzu, diese waren um 1925 (bzw. bis 1940) folgende 26 Provinzen:

• Tacna (1929 aufgelöst); • Tarapacá; • Antofagasta; • Atacama, • Coquimbo;

• Aconcagua; • Valparaíso; • Santiago; • O’Higgins; • Colchagua; • Curicó;

• Talca; • Maule; • Linares; • Ñuble; • Concepción; • Arauco; • Biobío; • Malleco;

• Cautín; • Valdivia; • Osorno (ab 1940); • Llanquihue; • Chiloé;• Aysén (ab 1929); • Magallanes (seit 1929)

Während der Militärdiktatur wurde eine Regionalisierung in den 1970er Jahren durchgeführt, die Departments und Bezirke abgeschafft, die Provinzen zu einer Zwischengliederung deklariert und in Gemeinden unterteilt. Die neue politisch administrative Gliederung trat dann mit der Verfassung von 1980 in Kraft. Erst 2005 unter Präsident Ricardo Lagos wurden Verfassungsreformen erlassen, welche die Aufhebung der regionalisierten Grenzen ermöglichte. Damit konnten in der Folgezeit, die unter dem Militärregime unterdrückten Autonomiebewegungen einzelner Territorien die Bildung neuer Regionen veranlassen. So wurde 2007 mit dem Gesetz Nr. 20174 die Bildung und Neuaufteilung der Región de Los Ríos und mit dem Gesetz Nr. 20175 die Bildung der Región de Arica y Parinacota und die Neuaufteilung der Región de Tarapacá beschlossen. Weiterhin wurde 2009 die Provinz Marga Marga in der Región de Valparaíso aus Teilen der Provinzen Valparaíso und Quillota gebildet, sowie 2018 die Región de Ñuble durch die Abspaltung der ehemaligen Provinz Ñuble von der Región del Biobío und Aufteilung in 3 neue Provinzen (Diguillín, Itata und Punilla) geschaffen.

## Gemeinden
In dritter Stufe stehen die Gemeinden. Im Jahr 2010 bestanden 346 Gemeinden mit einer Ausdehnung, die teilweise die deutscher Bundesländer übersteigt. Flächengrößte Gemeinde des Landes ist Puerto Natales (Region XII, Provinz Última Esperanza) mit 48.974,2 km². Flächenkleinste Gemeinde ist San Ramón (Región Metropolitana de Santiago, Provinz Santiago) mit 6,5 km².
Bei der Volkszählung 2002 hatte Puente Alto (Región Metropolitana de Santiago, Provinz Santiago) mit 492.915 Einwohnern die meisten, Ollagüe (Region II, Provinz El Loa) mit 318 die wenigsten Einwohner.
Als Organe der Gemeindeverwaltung (Municipalidad) sind der Bürgermeister (Alcalde) als oberstes Leitungsorgan und der Gemeinderat (Concejo) berufen.
Der Gemeinderat wird in allgemeiner Wahl für die Dauer von vier Jahren gewählt. Die Wiederwahl seiner Mitglieder ist zulässig.

## Verweise
1. ↑  Biblioteca del Congreso Nacional de Chile: Elección democrática de gobernadores regionales. 27. November 2014, abgerufen am 2. Januar 2022 (spanisch).
2. ↑  Art. 111 Abs. 2 und 3 der Verfassung
3. ↑  Art. 113 der Verfassung
4. ↑  Art. 116 der Verfassung
5. ↑  Historia de Valdivia (WebArchiv)
6. ↑  Chiloé, crónicas de un mundo insular (WebArchiv)
7. ↑  Gesetz Nr.20174 zur Bildung der Región de Los Ríos (spanisch)
8. ↑  Gesetz Nr.20175 zur Bildung der Región de Arica y Parinacota (spanisch)
9. ↑  Zusammenstellung nach: Divisíon Politico-Administrativa y Censal, 2007. (PDF) Instituto Nacional de Estadísticas, Santiago 2008.
10. ↑  Art. 118 Abs. 1 der Verfassung
11. ↑  Art. 119 Abs. 1 der Verfassung